# Vodní nádrž Horní Bečva
Horní Bečva je údolní nádrž na nejhornějším toku řeky Rožnovská Bečva v povodí řeky Bečva. Nachází se v Rožnovské brázdě v obci Horní Bečva v okrese Vsetín ve Zlínském kraji.

## Další informace
Přítoky: z východu Rožnovská Bečva, do níž se těsně před nádrží vlévá potok Prostá a ze severovýchodu potok Sergač. Vybudována byla za druhé světové války. Do nedávna resp. do sametové revoluce bez významnějších ekonomických zisků. Nyní hojně navštěvována turisty z nynějších mnoha hotelů či penzionů vytvořených z bývalých rekreačních středisek velkých národních či koncernových podniků.

## Využití
Hlavním účelem přehrady je ochrana před povodněmi a zachování minimálního průtoku v Rožnovské Bečvě. Významné je i rekreační využití nádrže: provozování letních sportů a rybářství.
Na přehradě je provozována malá vodní elektrárna o výkonu 17 kW.